# Gulf+Western
Gulf and Western Industries, Inc. (estilizada como Gulf+Western) fue un conglomerado estadounidense fundada en 1934, y reestructurada en 1989 como Paramount Communications. Su actividad se extendió desde el mercado textil, entretenimiento y medios de comunicación. La compañía opera actualmente como parte de Paramount Global.

## Historia

### Años de Bluhdorn
Los orígenes de Gulf & Western's datan de un fabricante llamado Michigan Bumper Company fundada en 1934, aunque Charles Bluhdorn consideró a 1958 como año de su fundación, cuando tomó posesión de lo que entonces era Michigan Plating & Stamping, con el propósito de celebrar aniversarios posteriores.
Bajo Bluhdorn la empresa se diversificó ampliamente, dejando atrás cosas tales como estampación de parachoques de metal para una variedad de negocios, incluyendo servicios financieros, fabricación, ropa y hogar, consumidor y agrícola, autopartes, recursos naturales y productos de construcción, entretenimiento y publicación. Una lista parcial de las explotaciones del Golfo y de Occidente entre 1958 y 1982, con el año de adquisición entre paréntesis:
- J. A. Walsh (1959)
- Mal Tool and Engineering Company (1960)
- Hendrie & Bolthoff Manufacturing & Supply Company (1961)
- Crampton Manufacturing Company (1964
- Foxcraft Products Corporation, Philmont Pressed Steel y Kamis Engineering Company (1964)
- Rocket Jet Engineering Corporation (1964)
- Lenape Forge (1965)
- H. Koch & Sons (1966)
- O & S Bearing & Manufacturing (1966)
- Paramount Pictures (1966)
- The New Jersey Zinc Company, incluyendo las subsidiarias Chestnut Ridge Railway y Empire Zinc (1966)
- Universal American, incluyendo las subsidiarias American Pulley, Amron, Bingham Stamping, Bohn Aluminium and Brass, Butterworth, Daybrook-Ottawa, Hardie, Hubbard Spool, Livingston-Graham, Morse Cutting Tools, Norma-Hoffman, Pullman Flexolators, Super Tool, Van Norman y Young Spring & Wire (1966)[1]
- Bonney Forge (1967)
- Collyer Insulated Wire (1967)
- North & Judd Manufacturing Company, incluyendo las subsidiarias Con-Torq, Hook-Flex y Wilcox, Crittenden & Company (1967)
- South Puerto Rico Sugar Company (1967), compañía en Jersey City, Nueva Jersey, con una subsidiaria principal llamada South Porto Rico Sugar Company,[2] una refinería de azúcar de caña en Ensenada, condado de Guánica, propietarios de Puerto Rico[3] de Central Guanica, Una vez que sea la refinería de azúcar de caña más grande del mundo.[4] South Puerto Rico Sugar Company también era dueña de Okeelanta Sugar de Okeelanta, Florida, Central Romana Corporation de La Romana, República Dominicana, y Central Romana By-Products, la cual producía furfural.
- Taylor Forge (1967)
- Unicord (1967)
- Associates Investment, una empresa de servicios financieros, incluyendo sus subsidiarias Emmco y Excel Insurance (1968)
- Brown Company, incluyendo la subsidiaria Cheverton & Laidler y la línea de papeles finos Linweave (1968)
- Consolidated Cigar, incluyendo las subsidiarias Columbia Engineering, Consolidated Caguas, Consolidated Cigar Corporation of Cayey, Flinchbaugh Products, Orbit Tool & Die, Sentinel Plastics, Simon Cigar y N.V. Willem II Sigarenfabrieken (1968). Gulf & Western luego establecería Consolidated Domingo para producir cigarros en la República Dominicana.
- E. W. Bliss, incluyendo las subsidiarias Eagle Signal, Gamewell, Good Roads Machinery y Mackintosh-Hemphill (1968)
- Stax Records (1968)
- Eagle A (1970)
- Fabrica Accumulatori Uranio y Etablissements Daniel Doyen (1972). La segunda compañía ya pertenecía a Gulf+Western desde los años 60s antes de ser adquirida por A.P.S. Inc.
- John M. Henderson & Company (1972)
- Shattuck Denn Mining Corporation, incluyendo la subsidiaria Fireproof Products Company (1972)
- Sterling Pulp & Paper Company (1973)
- Elco Corporation (1974)
- The Schrafft Candy Company (1974)
- Hammacher Schlemmer (1975)
- Kayser-Roth (1975), una compañía de ropa que pasó a poseer el concurso Miss Universo porque había comprado Pacific Mills, que había inventado el concurso para vender su marca de ropa de baño Catalina.
- Simon & Schuster (1975)
- Her Majesty Industries (1976)
- Kingdom of Oz (1976)
- Marquette Cement Manufacturing Company (1976)
- Muntz Manufacturing (1976)
- Madison Square Garden y, por extensión, los New York Rangers, New York Knicks y Holliday on Ice, el hotel O'Hare Hilton en Chicago, las pistas de carreras de caballos Arlington Park, Roosevelt Raceway y Washington Park Race Track e inmuebles en Manhattan, Long Island y Chicago (1977)
- Compañía Insular Tabacalera y Canaries Cigar and Tobacco (1979)[5][6]
- Esco Trading (1979)
- Simmons Bedding Company (1979)
- Thomas Ryder & Son, de Bolton, una empresa de fabricación de máquinas herramienta, adquirido de Whitecroft (1981)[7]

Gulf and Western también tenía participaciones accionarias minoritarias en Flying Diamond Oil Corporation, Fertilizantes Santo Domingo, Cementos Nacionales, Matadero del Este, Quebec Iron & Titanium Company, Amfac, General Tire, y Società Generale Immobiliare, entre otras compañías.
Con la adquisición de Paramount, Gulf and Western se convirtió en la empresa matriz de la etiqueta de Dot Records y la editorial Famous Music. Después de la adquisición de Stax, esa etiqueta se convirtió en una filial de Dot, aunque Dot no fue mencionado en absoluto en la etiqueta (más bien, Dot y Stax fueron considerados subsidiarios de Paramount). Más tarde, la operación de grabación se movió bajo Famous Music y luego se renombró como Famous Music Group.
En 1967, la compañía también compró la librería Desilu Productions de Lucille Ball, que incluía la mayor parte de su producto de televisión, así como propiedades como Star Trek y Misión: Imposible, las cuales estarían entre sus productos más rentables a lo largo de los años. Desilu fue renombrada Paramount Television.
A principios de los años 70s, tras un almuerzo de negocios entre Bluhdorn y Lew Wasserman, Paramount de Gulf and Western y Universal de MCA fusionaron sus operaciones internacionales para crear Cinema International Corporation. United Artists luego también fusionaría sus operaciones internacionales con Cinema International, la cual tras este suceso se convertiría en United International Pictures.
Gulf & Western vendieron a Stax de nuevo a sus dueños originales en 1970, y con él los derechos a todas las grabaciones de Stax no poseídas por Atlantic Records. Un año antes, la lista de música y el catálogo de Dot se trasladó a un nuevo sello, Paramount Records (el nombre era utilizado anteriormente por una etiqueta no relacionada con el estudio de cine, Paramount adquirió los derechos a ese nombre para lanzar esta etiqueta). Asumió el estatus de Dot como el sello insignia de las operaciones de registro de Paramount, lanzando música de artistas pop y bandas sonoras de las películas y series de televisión de Paramount. Dot entretanto se convirtió en una etiqueta del país.
Famous Music proporcionó distribución para varios sellos independientes, como Neighborhood Records y Sire Records. En 1971, Gulf & Western vendió toda la operación discográfica a la American Broadcasting Company, que continuó con las marcas Dot y Blue Thumb como subsidiarias de ABC Records, mientras que dejó de usar la etiqueta de Paramount por completo. Ese mismo año, Sega Enterprises, Ltd. fue convertida en una empresa pública en los Estados Unidos tras hacerla una subsidiaria de una compañía publica ya existe que también pertenecía a Gulf+Western llamada Polly Bergen Company. David Rosen se volvió el nuevo CEO de Polly Bergen, la cual fue renombrada Sega Enterprises, Inc.
Mientras trabajaba para Paramount, Barry Diller había propuesto una "cuarta red", pero no podía convencer a la junta directiva de esta idea. Sin embargo, el propietario Fox News Corporation estaba interesado en iniciar una red.

### Década de los 80s
El 5 de junio de 1980, Gulf & Western revelaron un coche eléctrico, accionado por una batería del cloruro de cinc que llevaría a cabo una carga por varias horas y permite velocidades de hasta 60 millas por hora (97 kilómetros por hora). Al final del año, sin embargo, el Departamento de Energía de Estados Unidos (que había invertido $ 15 millones en el proyecto) informó que la batería tenía un 65% menos de energía de lo previsto y sólo podía ser recargada por personal altamente capacitado.
En 1981, los exfuncionarios de la División de Recursos Naturales de Gulf & Western lideraron una compra de New Jersey Zinc y la convirtieron en una subsidiaria de Horsehead Industries, Inc.
En 1983 Bluhdorn murió de un ataque cardíaco en un avión de camino a su casa de República Dominicana a la sede de Nueva York. La junta subió de cargo como presidente a Jim Judelson y nombró vicepresidente sénior a Martin S. Davis, que había subido a través de Paramount Pictures, como el nuevo Director Ejecutivo.

### Reestructuración de Martin S. Davis
Davis redujo las diversificaciones de la compañía y centró su atención en el entretenimiento, y vendió todos sus activos no relacionados con el entretenimiento y no publicados.
En 1983, Gulf & Western vendieron a Cigar Corporation a cinco de sus gerentes. También en 1983, Gulf y Western vendieron los activos de Sega al fabricante de pinball Bally Manufacturing. Los activos japoneses de Sega fueron comprados por un grupo de inversores liderados por David Rosen y Hayao Nakayama.
En 1984, Gulf & Western se despojaron de sus muchas operaciones de Taylor Forge a los dueños privados. La planta de Taylor Forge en Somerville, Nueva Jersey se convirtió en Taylor Forge Stainless, mientras que sus instalaciones en Paola, Kansas y Greeley, Kansas se convirtieron en Taylor Forge Engineered Systems. South Puerto Rico Sugar Co. (renombrada) fue vendida a un grupo de inversión incluyendo The Fanjul Brothers en 1984.
En 1985, las piezas de automóvil de APS, ropa de Kayser-Roth y cama de Simmons fueron vendidas a Wickes Companies. La compañía, así reestructurada, posteriormente se rebautizó como Paramount Communications en 1989, y rápidamente vendió The Associates a la Ford Motor Company.

### Sede
The Gulf & Western Building (15 Columbus Circle en Manhattan) por Thomas E. Stanley, fue construido en 1970 al norte de Columbus Circle, en la esquina suroeste de Central Park. El edificio ocupa un estrecho bloque entre Broadway y Central Park West y, a 583 pies (178 m), domina la vista al norte, así como sus alrededores inmediatos.
La parte superior del edificio ostentaba un restaurante, The Top of the Park, que nunca fue un éxito completo, aunque dirigido por Stuart Levin, famoso por las Four Seasons, Le Pavillon, y otros "santuarios de alta cocina", y que se graced Con la propia y elegante escultura de Levin de Jim Gary, "Universal Woman".
Del mismo modo, el espacio de cine en el sótano -el nombre de Paramount después de la compañía de fotografía que Gulf y Western poseía- fue cerrado cuando el edificio fue vendido.
Problemas con el marco estructural del edificio de 45 pisos le dieron fama no deseada ya que su base fue andamiaje durante años y los pisos superiores eran propensos a influir excesivamente en días ventosos, incluso llevando a casos de náusea similar al mareo por movimiento.
La renovación de 1997 en un hotel y edificio residencial, el Trump International Hotel and Tower (One Central Park West), por Costas Kondylis y Philip Johnson implicó la renovación extensa del interior y de las fachadas. Por ejemplo, los 45 pisos de la torre de oficinas original se convirtieron en un edificio residencial de 52 pisos, habilitado por la altura del techo inferior de los espacios residenciales. La fachada acondicionó con paredes de cristal oscuro con distintivo marco de acero brillante.

### Paramount Communications Incorporated
En 1983, Gulf & Western iniciaron un proceso de reestructuración que transformaría a la corporación de un conglomerado hinchado formado por filiales de industrias no relacionadas con una empresa de entretenimiento y de publicación más enfocada. La idea era ayudar a los mercados financieros a medir el éxito de la compañía, lo que, a su vez, ayudaría a valorizar mejor sus acciones. Aunque su división de Paramount hizo muy bien en los últimos años, el éxito de Gulf & Western en su conjunto estaba traduciendo mal a inversionistas. Este proceso finalmente llevó a Davis a desprenderse de muchas de las filiales de la compañía. Sus plantaciones de azúcar en Florida y República Dominicana fueron vendidas en 1985; La rama de consumo y productos industriales se vendió ese mismo año. En 1989, Davis renombró a la compañía Paramount Communications Incorporated como su principal activo, Paramount Pictures. Además de las divisiones de cine, televisión, video casero y edición musical de Paramount, la compañía continuó siendo dueña de las propiedades de Madison Square Garden (que también incluía a MSG Network), una participación de 50% en USA Networks (el otro 50% era propiedad de MCA/Universal Studios) y Simon & Schuster, Prentice Hall, Pocket Books, Allyn & Bacon, Cineamerica (una empresa conjunta con Warner Communications) y la cadena cinematográfica canadiense Famous Players Theatres.
Ese mismo año, la compañía lanzó una oferta hostil de 12.200 millones de dólares para adquirir Time Inc. en un intento por poner fin a un acuerdo de fusión entre Time y Warner Communications, que también se renombró tiempo después. (El nombre original de Warner Communications fue Kinney National Company) Esto hizo que Time aumentara su oferta por Warner a $ 14.9 mil millones en efectivo y acciones. Gulf & Western respondieron presentando una demanda en un tribunal de Delaware para bloquear la fusión de Time Warner. El tribunal falló dos veces en favor de Time, obligando a Gulf & Western a dejar caer tanto la adquisición de Time como la demanda, y permitiendo la formación de Time Warner.
Paramount utilizó el dinero adquirido de la venta de las propiedades de no entretenimiento de Gulf y Western para hacerse cargo de la cadena de cadenas de televisión de TVX Broadcast Group (que en ese momento consistía principalmente en estaciones de gran mercado que TVX había comprado a Taft Broadcasting, Estaciones de mercado que TVX poseía antes de la compra de Taft), y la cadena de entretenimiento KECO Entertainment de Taft como sucesor de Great American Broadcasting. Ambas compañías tuvieron sus nombres cambiados para reflejar la nueva propiedad: TVX se conocía como Paramount Stations Group, mientras que KECO fue renombrado a Paramount Parks.
Paramount Television lanzó Wilshire Court Productions en conjunto con USA Networks, antes de que este último fuera renombrado NBCUniversal Cable, en 1989. Wilshire Court Productions (nombrado para una calle lateral de Los Ángeles) produjo películas para televisión que se emitieron en EE. UU. para otras redes. USA Networks lanzó un segundo canal, el Sci-Fi Channel (ahora conocido como Syfy), en 1992. Como su nombre indica, se centró en películas y series de televisión dentro del género de ciencia ficción. Gran parte de la programación inicial era propiedad de Paramount o Universal. Paramount compró una estación de televisión más en 1993: Cox Enterprises WKBD-TV en Detroit, Míchigan, en ese momento una filial de la Fox Broadcasting Company.

### Nueva propiedad, adquisiciones posteriores y escisión
Paramount Communications Inc. fue adquirida por Viacom el 7 de julio de 1994 tras la compra del 50,1% de las acciones de Paramount por $ 9.75 mil millones. En ese momento, los fondos de Paramount incluían Paramount Pictures, el Madison Square Garden, los New York Rangers, los New York Knicks y la editorial Simon & Schuster. El acuerdo se había planeado ya en 1989, cuando la empresa todavía era conocida como el Gulf & Western. Aunque Davis fue nombrado miembro del consejo de National Amusements, que controlaba Viacom, dejó de administrar la compañía.
Bajo Viacom, el grupo de estaciones de Paramount continuó construyendo con más adquisiciones de la estación, llevando eventual a la adquisición de Viacom de su padre anterior, la red de CBS, en 1999. Alrededor del mismo tiempo, Viacom compró Spelling Entertainment, incorporando su biblioteca en Paramount a sí mismo.
Viacom se dividió en dos compañías en 2006, una que conserva el nombre de Viacom (que continúa en posesión de Paramount Pictures), mientras que otro fue nombrado CBS Corporation (que controla ahora Paramount Television Group, que fue renombrado CBS Paramount Television, ahora conocido como CBS Television Studios and En 2006, Simon & Schuster [excepto para Prentice Hall y otras unidades educativas, que Viacom vendió a Pearson PLC en 1998], y lo que queda del original Paramount Stations Group, ahora conocidas como CBS Television Stations). National Amusements retiene el control mayoritario de los dos.
Juntas, estas dos compañías poseen muchos de los antiguos activos mediáticos de Gulf y Western y su sucesor Paramount hoy. Mientras tanto, las propiedades del Madison Square Garden (incluyendo a los Knicks y Rangers) fueron vendidas a Cablevision poco después de la adquisición de Viacom. Cablevision era propietaria de las propiedades de MSG hasta 2010, cuando fueron separadas como su propia empresa. CBS conservó la propiedad de la cadena Paramount Parks por un corto tiempo, pero vendió los parques a Cedar Fair en 2006, y por lo tanto National Amusements salió del negocio de la propiedad del parque temático por completo. En los próximos años, Cedar Fair eliminó las referencias a las propiedades propiedad de Viacom de la ex Paramount Parks, una tarea completada en 2010. Viacom también vendió su participación en USA Networks to Universal en 1997 y los canales fueron propiedad de sucesor de Universal, NBCUniversal, que aún conserva esas tenencias a fines de julio de 2013.